# Plavuňka

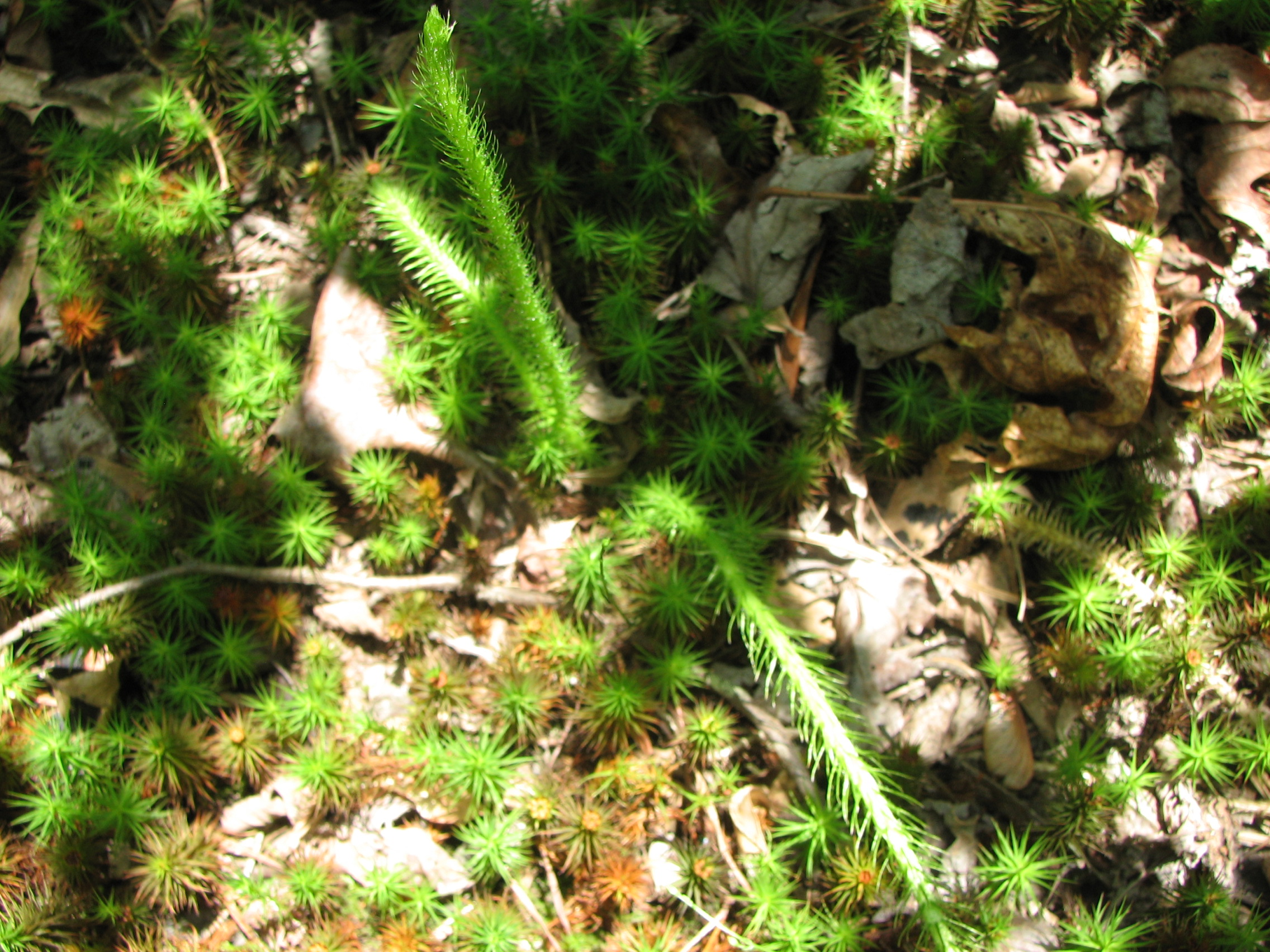
Plavuňka Lycopodiella alopecuroides, rostoucí v Severní Americe

Plavuňka (Lycopodiella) je rod rostlin z čeledi plavuňovitých (Lycopodiaceae). Existuje dle různých zdrojů 40–54 druhů. V minulosti byl rod začleněn do rodu Lycopodium (plavuň). V aktuální systematice je pojímán buď široce, nebo je dělen na čtyři menší rody Lateristachys (se 4 druhy), Lycopodiella sensu stricto (15 druhů), Palhinhaea (25), Pseudolycopodiella (10).

## Popis
Jednoleté byliny, vyrůstající na jaře z přezimujícího terminálního pupene. Plavuňka má zpravidla chudě větvený stonek. Ten je rozlišen na hlavní, poléhavý stonek a postranní stonkové větve, které jsou vzpřímené a zakončeny obvykle jedním nebo několika málo výtrusnicovými klasy. Sporangia jsou téměř kulovitá nebo ledvinovitá, mají světle žlutou barvu. Otevírají se na abaxiální straně. Spory na povrchu mají síťovitou strukturu. Prokel je válcovitý, dlouho žijící, se zelenou nadzemní částí.

## Rozšíření
Tento rod je rozšířen kosmopolitně, nejvíce se však vyskytuje v tropech a subtropech.

## Druhy v Česku
- Plavuňka zaplavovaná (Lycopodiella inundata)